# 奥尔山麓施特滕
奥尔山麓施特滕是德国巴伐利亚州的一个市镇。总面积40.75平方公里，总人口1827人，其中男性916人，女性911人（2011年12月31日），人口密度45人/平方公里。